# اچ‌ام‌اس آرگوس (۱۹۰۴)
اچ‌ام‌اس آرگوس (۱۹۰۴) (به انگلیسی: HMS Argus (1904)) یک کشتی بود که طول آن ۱۳۰ فوت (۴۰ متر) بود. این کشتی در سال ۱۹۰۴ ساخته شد.